# Cincar
Cincar (2006 m) – góra w Bośni i Hercegowinie, część Gór Dynarskich.

## Opis
Jest położona w zachodniej Bośni, pomiędzy Glamočkim a Kupreškim poljem, na północny wschód od Livna.
Najwyższym szczytem góry jest Cincar (2006 m n.p.m.). Inne wyższe wierzchołki to: Malovan (1826 m n.p.m.), Osjecenica (1798 m n.p.m.), Osin Glavica (1720 m n.p.m.) i Voloder (1640 m n.p.m.).
Jest zbudowana z dolomitu i wapienia. W najwyższych partiach znajdują się elementy krajobrazu glacjalnego, pochodzące ze zlodowacenia w plejstocenie (m.in. cyrki lodowcowe). Północne zbocza są porośnięte lasami iglastymi, a południowo-zachodnie są przeważnie nagie.